# Capgras-Syndrom
Das Capgras-Syndrom ist ein sehr seltenes Syndrom, bei dem der Betroffene glaubt, nahestehende Personen seien durch identisch aussehende Doppelgänger ersetzt worden. Es wurde nach Joseph Capgras (1873–1950) benannt.

## Symptomatik
Der Glaube, nahestehende Bezugspersonen seien durch Doppelgänger ausgetauscht worden, ist das einzige Symptom der Erkrankung, weshalb man das Capgras-Syndrom auch als monothematische Illusion bezeichnet. Da zudem die Erkrankung im Rahmen psychiatrischer Erkrankungen wie einer Psychose, einem Delir oder einer Demenz auftreten kann, fordern manche Psychiater, die Erkrankung nicht als Syndrom, sondern als Symptom zu bezeichnen.

## Pathophysiologie
Lange Zeit nahm man an, das Capgras-Syndrom sei mit der Prosopagnosie, der generellen Unfähigkeit, Gesichter zu erkennen, verwandt. Neuere Forschungsarbeiten zeigen jedoch, dass die Gesichtserkennung ungestört ist, wohingegen die Verknüpfung zu emotionalen Körperreaktionen fehle. Das Fehlen einer emotionalen Reaktion kann beispielsweise durch die Elektrodermale Aktivität festgestellt werden, da sich der Hautwiderstand bei emotionalen Empfindungen wie beim Anblick vertrauter Personen ändert.

## Epidemiologie
In der allgemeinen Bevölkerung sind weniger als 0,01 % vom Capgras-Syndrom betroffen. Wenn man sich jedoch verschiedene psychische Störungen anschaut, dann steigen die Wahrscheinlichkeiten am Capgras-Syndrom zu erkranken. Bei einer Psychose sind 0,03 % betroffen. Bei Menschen mit einer psychotischen Episode sind 1 von 10 Patienten betroffen. Bei einer schizophrenieformen Störung sind 50 % der Patienten betroffen, bei einer kurzen Psychose 34,8 % und bei einer unspezifischen Psychose 23,9 %.

## Historisches
Das Syndrom wurde 1923 von dem französischen Psychiater Jean Marie Joseph Capgras erstmals (zusammen mit seinem Mitarbeiter Jean Reboul-Lachaux) beschrieben und ist nach ihm benannt. Capgras und Reboul-Lachaux verwendeten in ihrer Arbeit die Bezeichnung l’illusion des sosies („die Doppelgänger-Illusion“), um den Fall einer Madame M. zu beschreiben.
In einem 1991 beschriebenen Fall einer Madame D. genannten Patientin erkannte diese alle nahen Verwandten problemlos wieder, behauptete jedoch, ihr Ehemann sei durch einen identisch aussehenden Doppelgänger ausgetauscht worden. Zuerst hatte sie den ehelichen Beischlaf verweigert und das Schlafzimmer verriegelt. Schließlich hatte sie ihren Sohn um ein Gewehr gebeten. Als sie mit Hilfe der Polizei psychiatrisch untergebracht werden sollte, zeigte sie erheblichen Widerstand. In einer örtlichen psychiatrischen Klinik wurde die Diagnose einer atypischen Psychose gestellt, die später als Capgras-Syndrom eingestuft wurde.

## Verarbeitung in Literatur und Film
- Lyrisch werden die Doppelgänger von Capgras von Adelino Dias Gonzaga in seiner Gedichtsammlung L’Amour du Fou erwähnt.[10]
- Literarisch wurde das Thema von Richard Powers in seinem Roman Das Echo der Erinnerung bearbeitet.[11]
- In der 13. Folge der 8. Staffel der Serie Scrubs – Die Anfänger ist einer der Patienten am Capgras-Syndrom erkrankt.
- In der 2. Folge der 4. Staffel der Serie Profiling Paris ist ein Heckenschütze erkrankt.
- Die Figur Debbie in dem Roman Human Croquet (1997) von Kate Atkinson (dt. „Ein Sommernachtsspiel“) glaubt, dass alle Familienmitglieder mit Ausnahme eines Babys durch Roboter ersetzt wurden.
- In dem im Jahr 2014 erschienenen Film Ich seh Ich seh wird das Capgras-Syndrom thematisiert.
- In der neuen Verfilmung Flatliners von 2017 wird das Capgras-Syndrom erwähnt, während die Ärzte sich über eine Diagnostik einer Frau austauschen.
- In der 2. Folge der 2. Staffel der Serie „Perception“ (ein Krimi auf Basis neurologischer Ereignisse) geht es um eine Dame, die am Capgras-Syndrom leidet.
- In der 3. Folge „Unerwünschte Ziele“ der 7. Staffel der US-amerikanischen Fernsehserie Criminal Minds (2011) leidet der Täter am Capgras-Syndrom.
- In der vierten Folge der dritten Staffel der Serie „New Amsterdam“ (2023) leidet die Mutter eines Patienten am Capgras-Syndrom.
- In der 7. Folge der 3. Staffel der Serie „911 Lone Star“ leidet der Vater eines Anrufers in der Notrufzentrale am Capgras-Syndrom.
- The Invasion of the Body Snatchers gilt als ein Klassiker des Genres der Körperfresser-Filme und reflektiert das Thema als dystopische Horrordarstellung.[12]